# Фризах
Фризах (на немски: Friesach, на словенски Breže, Бреже, на немски се произнася по-близко до Фрийзах) е град в Южна Австрия. Разположен е около река Метниц в окръг Санкт Файт ан дер Глан на провинция Каринтия. Надморска височина 634 m. Отстои на около 35 km на север от провинциалния център град Клагенфурт. Има жп гара. Население 5168 жители към 1 април 2009 г.

## Личности
Родени
- Юрген Зоймел (р. 1984), австрийски футболист